# Douala
Douala er en havneby i Cameroun og er landets største by med 2.768.436 (2015) indbyggere. Byens lufthavn, Douala International Airport, er landets største lufthavn med flest internationale og regionale flyvninger.